# サルモー
サルモー（Salomó）は、スペイン・カタルーニャ州タラゴナ県にあるムニシピオ（基礎自治体）。タラグネス郡に属している。2012年の人口は540人。

## 歴史
この地の集落は中世の再移住期に形成された。この地についての最古の記録は11世紀で、その中には、この地域において未だ集落が存在していない時期ではあったが、この地の地勢・地形について言及されている。集落についての最初の言及は1254年である。
第三次カルリスタ戦争期には集落の周囲で自由主義派とカルリスタ派（伝統主義派）の間で何度も戦闘が繰り広げられた。
1885年にはコレラの流行によって大打撃を受け、ブドウ栽培を事実上壊滅させたブドウネアブラムシによって引き起こされた危機が追い打ちをかけ、これらのことはサルモーを経済的に追い込むこととなった。

## 人口
| サルモーの人口推移 1900－2010                           |
|                                                         |
| 出典:INE（スペイン国立統計局）1900年 - 1991年、1996年 - |

## 文化
教区教会は、バロック様式建築で、かつてのロマネスク様式の礼拝堂の上に建てられ、サンタ・マリーアに捧げられている。キリストに捧げられた礼拝室が人目を引いている。建物は1708年から1715年にかけて建てられ、床はギリシャ十字形となっている。内部にはキリストが描かれたバロック様式の祭壇がおかれていたが、スペイン内戦で破壊された。18世紀製作のジャウマ・ポンツ・ムンラバー（Jaume Ponts Monravà）の手による絵画の一部がかろうじて残されている。
サルモーでは中世劇ball del Sant Crist（スペイン語：baile del Sant Crist）が行われ、これは自治州政府（ジャナラリタ・ダ・カタルーニャ）によって伝統的文化として認められた。5月に行われ、中世の古い伝説をみることができる。
8月にはサン・ローケの祭日が祝われる。

## 経済
サルモーの主要な経済活動は農業で、ブドウ、オリーブが主に栽培される。